# Cisco Discovery Protocol
Pour les articles homonymes, voir CDP.
Le Cisco Discovery Protocol (CDP) est un protocole de découverte de réseau de niveau 2 développé par Cisco Systems qui permet, avec SNMP, de trouver d'autres périphériques voisins directement connectés (routeur, switch, pont, etc.). Il s'utilise avec des commandes IOS. CDP est indépendant des médias qu'il parcourt. Par défaut, les annonces CDP sont envoyées toutes les 60 secondes sur les interfaces qui prennent en charge SNAP, ce qui comprend les médias physiques comme les LAN Ethernet, le Frame Relay et l'Asynchronous transfer mode (ATM). Les informations sont envoyées par une adresse multicast. La version la plus récente est la CDPv2.